# Římskokatolická farnost Úsobí
Římskokatolická farnost Úsobí je územním společenstvím římských katolíků v rámci humpoleckého vikariátu královéhradecké diecéze.

## O farnosti

### Historie
Kostel s plebánií v Úsobí je připomínán na konci 13. století.

### Současnost
Farnost má sídelního duchovního správce, který zároveň administruje ex currendo neobsazení farnosti Svatý Kříž a Štoky.
| Fotografie | Kostel                     | Místo       | Bohoslužba                | Bohoslužba             | Poznámka        |
| ---------- | -------------------------- | ----------- | ------------------------- | ---------------------- | --------------- |
|            | Kaple sv. Anny             | Dobrohostov | neslouží se pravidelně    | neslouží se pravidelně | obecní kaple    |
|            | Kaple sv. Andělů strážných | Úsobí       | nelze sloužit             | nelze sloužit          | zřícenina kaple |
|            | Kaple sv. Barbory          | Úsobí       | neslouží se pravidelně    | neslouží se pravidelně | obecní kaple    |
|            | Kostel sv. Petra a Pavla   | Úsobí       | neděle úterý středa pátek | 9.30 17.00 8.00 17.00  | farní kostel    |